# بارك سولمي
بارك سول مي (3 يناير 1978-)، ممثلة وعازفة بيانو من كوريا الجنوبية ولدت في مدينة إكسان. بدأت بالتمثيل في سنة 1996، ومثلت في عدة أفلام ومسلسلات منها بابا في 1996 قصة حب شتائية في 2002 و التاجرة العظيمة في 2010 وفيلم الرقص مع الريح في 2004 فردوس القاتل في 2007. اشتركت أيضاً في عدة أعمال موسيقية يابانية وقد كانت عضو في فرقة جاجا وأنتجت معهم ألبومهم الثاني I Love You في سنة 2006.